# Nazim Azman
Nazim Azman, né le 17 août 2001 à Kuala Lumpur, est un pilote automobile malaisien. Il participe en 2022 à la Formule 3 FIA avec l'écurie Hitech Grand Prix.

## Biographie

### Karting
Nazim Azman commence le karting en 2012 à l'âge de 10 ans. Cette année-là, il remporte le Rotax Max Challenge Malaysia dans la catégorie MicroMax et termine troisième du Rotax Max Challenge Asia. Il rejoint ensuite les compétitions européennes en 2013, obtenant une troisième place lors de la finale internationale de la ROK Cup en Italie, battant des pilotes comme le futur pilote Indy Lights Antonio Serravalle.

### Euroformula Open

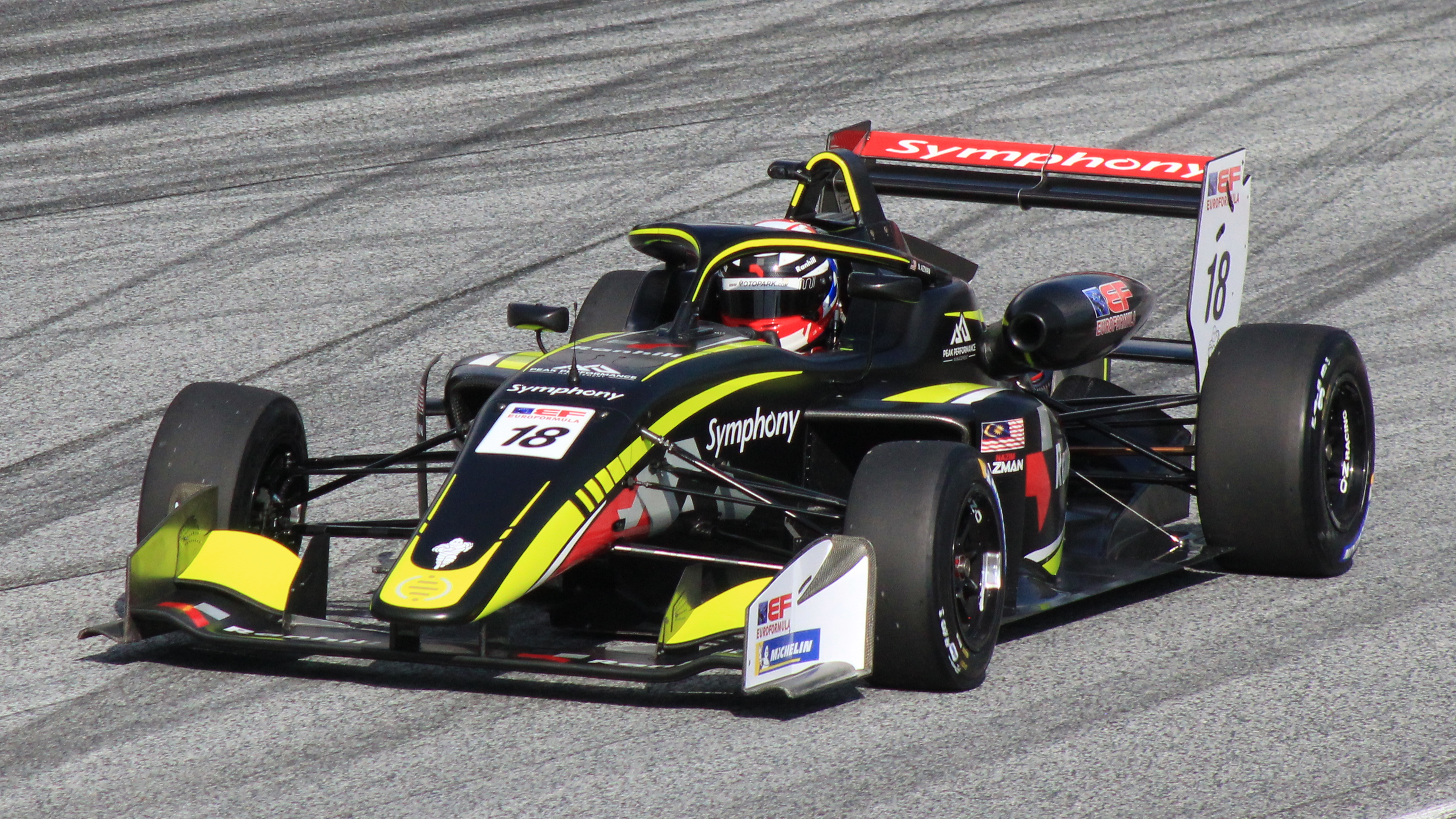
Nazim Azman en Euroformula Open, sur le Red Bull Ring en 2021.

En 2021, Azman fait ses débuts en Euroformula Open, où il rejoint l'écurie CryptoTower Racing aux côtés de son ancien rival de F3 britannique, Louis Foster et de Filip Kaminiarz. Il a commencé sa saison de manière positive, en montant sur son premier podium, avec une deuxième place dans la deuxième course sur l'Autódromo Internacional do Algarve. Lors de la troisième manche à Spa-Francorchamps, Azman réalise son meilleur week-end de la saison, terminant sur le podium dans les trois courses du week-end. Le Malaisien enchaîne en montant sur une autre paire de podiums lors de la manche suivante.

### Promotion en Formule 3 FIA
Azman fin 2021 participe aux test d'après-saison du Championnat de Formule 3 FIA à Valence, au volant de l'équipe suisse Jenzer Motorsport puis de l'équipe tchèque Charouz Racing System. Juste avant les tests de pré-saison à Bahreïn, Azman annonce qu'il rejoindra Hitech Grand Prix pour la campagne 2022, aux côtés d'Isack Hadjar, membre du Red Bull Junior Team et du champion de Formule 3 britannique 2020 Kaylen Frederick. Ce faisant, Azman devient le premier pilote malaisien à participer au championnat. Azman est massivement devancé par ses coéquipiers tout au long de la saison. Azman a terminé le championnat à une lointaine trente-deuxième place au classement sans aucun point, son meilleur résultat étant une seizième place réalisée à trois reprises.

## Carrière
| Saison    | Championnat                                 | Écurie                | Courses | Victoires | Pole positions | Meilleurs tours | Podiums | Points | Classement |
| --------- | ------------------------------------------- | --------------------- | ------- | --------- | -------------- | --------------- | ------- | ------ | ---------- |
| 2016-2017 | Championnat d'Asie du Sud-Est de Formule 4  | Meritus. GP           | 6       | 0         | 0              | 0               | 1       | 0†     | n.c        |
| 2017      | Championnat d'Espagne de Formule 4          | MP Motorsport         | 17      | 0         | 0              | 0               | 0       | 33     | 11e        |
| 2017      | Championnat d'Europe du Nord de Formule 4   | MP Motorsport         | 3       | 0         | 0              | 0               | 0       | 2      | 23e        |
| 2017      | Formula Masters China                       | Eurasia Motorsport    | 3       | 0         | 0              | 0               | 0       | 4      | 15e        |
| 2017-2018 | Championnat d'Asie du Sud-Est de Formule 4  | Meritus. GP           | 16      | 2         | 0              | 3               | 7       | 202    | 4e         |
| 2017-2018 | MRF Challenge                               | MRF Racing            | 16      | 0         | 0              | 0               | 0       | 27     | 13e        |
| 2018      | Championnat d'Italie de Formule 4           | Jenzer Motorsport     | 20      | 0         | 0              | 0               | 0       | 17     | 17e        |
| 2018      | Championnat d'Espagne de Formule 4          | Drivex School         | 3       | 0         | 0              | 0               | 2       | 183    | 4e         |
| 2018      | Championnat d'Espagne de Formule 4          | MP Motorsport         | 14      | 0         | 0              | 0               | 6       | 183    | 4e         |
| 2019      | Championnat de Grande-Bretagne de Formule 3 | Chris Dittmann Racing | 24      | 2         | 0              | 0               | 2       | 236    | 11e        |
| 2020      | Championnat de Grande-Bretagne de Formule 3 | Carlin Motorsport     | 24      | 2         | 0              | 0               | 8       | 370    | 5e         |
| 2021      | Euroformula Open                            | CryptoTower Racing    | 24      | 1         | 0              | 0               | 7       | 270    | 4e         |
| 2022      | Formule 3 FIA                               | Hitech Grand Prix     | 18      | 0         | 0              | 0               | 0       | 0      | 32e        |

†Azman était un pilote invité, il était inéligible aux points.